# Čini Slovenske vojske
Čini Slovenske vojske so določeni z Zakonom o obrambi ter z Zakonom o spremembah in dopolnitvah zakona o obrambi (Ur. l. RS št. 47/2002, 29. 5. 2002).

## Delitev
Hierarhična
- vojaške podčastniške
- častniške/mornariške častniške in brigadirske
- generalske/admiralske čine  ter
- vojaški uslužbenci.

Zvrstna
- čini kopenske vojske in letalstva in
- čini vojne mornarice.

## Tabela

### Generali, admirali in častniki
| Leto     | 2002 - danes | 2002 - danes                             | 2002 - danes                                 | 1995 - 2002                | 1995 - 2002         | 1993 - 1995         | ? - 1993            |
| Stopnja  | rank         | Kop. vojska Voj. letalstvo               | Mornarica                                    | Kop. vojska Voj. letalstvo | Voj. mornarica      | Vojaški čini        | Vojaški čini        |
| Generali | OF-9         | General (General)                        | Admiral (Admiral)                            | Generalpolkovnik           | Admiral             | Generalpolkovnik    | Generalpolkovnik    |
| Generali | OF-8         | Generalpodpolkovnik (Lieutenant general) | Viceadmiral (Vice admiral)                   | Generalpodpolkovnik        | Viceadmiral         | Generalpodpolkovnik | Generalpodpolkovnik |
| Generali | OF-7         | Generalmajor (Major general)             | Kontraadmiral (Rear admiral)                 | Generalpodpolkovnik        | Viceadmiral         | Generalmajor        | Generalmajor        |
| -------- | ------------ | ---------------------------------------- | -------------------------------------------- | -------------------------- | ------------------- | ------------------- | ------------------- |
| Brigadir | OF-6         | Brigadir (Brigadier general)             | Kapitan (Rear admiral (lower half))          | Brigadir                   | Kapitan             | Brigadir            | No ekvivalencia     |
| Častniki | OF-5         | Polkovnik (Colonel)                      | Kapitan bojne ladje (Captain)                | Polkovnik                  | Kapitan bojne ladje | Polkovnik           | Polkovnik           |
| Častniki | OF-4         | Podpolkovnik (Lieutenant colonel)        | Kapitan fregate (Commander)                  | Podpolkovnik               | Kapitan fregate     | Podpolkovnik        | Podpolkovnik        |
| Častniki | OF-3         | Major (Major)                            | Kapitan korvete (Lieutenant commander)       | Major                      | Kapitan korvete     | Major               | Major               |
| Častniki | OF-2         | Stotnik (Captain)                        | Poročnik bojne ladje (Lieutenant)            | Stotnik                    | Poročnik fregate    | Stotnik             | Stotnik 1. stopnje  |
| Častniki | OF-2         | Stotnik (Captain)                        | Poročnik bojne ladje (Lieutenant)            | Stotnik                    | Poročnik fregate    | Stotnik             | Stotnik             |
| Častniki | OF-1         | Nadporočnik (First Lieutenant)           | Poročnik fregate (Lieutenant (junior grade)) | Poročnik                   | Poročnik korvete    | Poročnik            | Poročnik            |
| Častniki | OF-1         | Poročnik (Second Lieutenant)             | Poročnik korvete (Ensign)                    | Podporočnik                | Podporočnik         | Podporočnik         | Podporočnik         |

### Podčastniki in vojaki
| Leto        | 2002 - danes | 2002 - danes                                         | 2002 - danes                                                     | 1995 - 2002                | 1995 - 2002    | 1993 - 1995   | ? - 1993                |
| Stopnja     | rank         | Kop. vojska Voj. letalstvo                           | Mornarica                                                        | Kop. vojska Voj. letalstvo | Voj. mornarica | Vojaški čini  | Vojaški čini            |
| Podčastniki | OR-9         | Višji štabni praporščak (Sergeant Major of the Army) | Višji štabni praporščak (Master Chief Petty Officer of the Navy) | /                          | /              | /             | /                       |
| Podčastniki | OR-9         | Štabni praporščak (Command Sergeant Major)           | Štabni praporščak (Senior Master Chief Petty Officer)            | /                          | /              | /             | /                       |
| Podčastniki | OR-9         | Višji praporščak (Sergeant Major)                    | Višji praporščak (Master Chief Petty Officer)                    | /                          | /              | /             | Zastavnik 1. stopnje    |
| Podčastniki | OR-8         | Praporščak (First Sergeant)                          | Praporščak (Senior Chief Petty Officer)                          | Praporščak                 | Praporščak     | Praporščak    | Zastavnik               |
| Podčastniki | OR-8         | Višji štabni vodnik (Master Sergeant)                | Višji štabni vodnik (Senior Chief Petty Officer 2nd Class)       | Štabni vodnik              | Štabni vodnik  | Štabni vodnik | Višji vodnik 1. stopnje |
| Podčastniki | OR-7         | Štabni vodnik (Sergeant 1st Class)                   | Štabni vodnik (Chief Petty Officer)                              | Štabni vodnik              | Štabni vodnik  | Štabni vodnik | Višji vodnik            |
| Podčastniki | OR-6         | Višji vodnik (Staff Sergeant)                        | Višji vodnik (Petty Officer 1st Class)                           | Višji vodnik               | Višji vodnik   | Višji vodnik  | Vodnik 1. stopnje       |
| Podčastniki | OR-5         | Vodnik (Sergeant)                                    | Višji vodnik (Petty Officer 2nd Class)                           | Vodnik                     | Vodnik         | Vodnik        | Vodnik                  |
| Vojaki      | OR-4         | Naddesetnik (Master Corporal)                        | Naddesetnik (Petty Officer 3rd Class)                            | Desetnik                   | Desetnik       | Desetnik      | Nižji vodnik            |
| Vojaki      | OR-3         | Desetnik (Corporal)                                  | Desetnik (Seaman)                                                | Poddesetnik                | Poddesetnik    | Poddesetnik   | Desetnik                |
| Vojaki      | OR-2         | Poddesetnik (Lance Corporal)                         | Poddesetnik (Seaman Apprentice)                                  | Poddesetnik                | Poddesetnik    | Poddesetnik   | Poddesetnik             |
| Vojaki      | OR-1         | Vojak (Private)                                      | Vojak - mornar (Seaman Recruit)                                  | Vojak                      | Vojak          | Vojak         | Vojak                   |
| ----------- | ------------ | ---------------------------------------------------- | ---------------------------------------------------------------- | -------------------------- | -------------- | ------------- | ----------------------- |